# Serenight
Serenight è un programma televisivo di genere talk show in onda su Rai 1 dal 22 febbraio al 22 marzo 2025 con la conduzione di Serena Autieri.

## Il programma
Il talk show condotto da Serena Autieri è andato in onda di sabato dal 22 febbraio al 22 marzo 2025 in seconda serata per cinque puntate.
Partecipano nel cast fisso Gigi Marzullo e Biagio Musella.

## Puntate
| Puntata | Data             | Ospiti | Telespettatori | Share  | Fonte |
| ------- | ---------------- | --- | -------------- | ------ | ----- |
| 1       | 22 febbraio 2025 | Tullio De Piscopo, Alan Sorrenti, Iaia Forte, Laura Valente | 493 000        | 13,40% | [ 2 ] |
| 2       | 1° marzo 2025    | Sergio Caputo, Fortunato Cerlino, Nando Paone, Lina Simons | 427 000        | 11,90% | [ 3 ] |
| 3       | 8 marzo 2025     | Nina Zilli, Andrea Sannino, Maurizio De Giovanni | 558 000        | 9,10%  | [ 4 ] |
| 4       | 15 marzo 2025    | Simona Molinari, Raphael Gualazzi, Valerio Piccolo, Jago, Andrea Bocelli                                                                                                | 434 000        | 7,40%  | [ 6 ] |
| 5       | 22 marzo 2025    | Nello Daniele, Enzo Avitabile, Enzo Gragnaniello, Gino Castaldo, Donatella Finocchiaro, Walter Ricci, Pierpaolo Bisogno, Antonio Napolitano, Bungaro, Raffaele Casarano | 602 000        | 8,00%  | [ 7 ] |
| Media   | Media            | Media | 503 000        | 9,96%  |       |